# Vladimir Maslačenko
Volodimir Nikitovič Maslačenko (ukrajinsky Володи́мир Мики́тович Маслаче́нко, Volodymyr Mykytovyč Maslačenko; 5. březen 1936 – 28. listopad 2009, Moskva) byl sovětský fotbalový brankář ukrajinské národnosti.
Se sovětskou reprezentací vyhrál první mistrovství Evropy roku 1960 (tehdy nazývané Pohár národů), byť na závěrečném turnaji do bojů nezasáhl. Zúčastnil se rovněž dvou světových šampionátů, ve Švédsku roku 1958 a v Chile 1962, ani zde však nenastoupil. V národním týmu působil v letech 1960–1962 a nastoupil k 8 zápasům.
S Lokomotivem Moskva získal titul mistra Sovětského svazu (1962), třikrát vyhrál sovětský pohár, jednou s Lokomotivem (1957), dvakrát se Spartakem Moskva (1963, 1965).